# فصة صغيرة
الفصة الصغيرة نوع نباتي يتبع جنس الفصة من الفصيلة البقولية. اسمه العلمي (باللاتينية: Medicago minima).

## الموئل والانتشار
تتواجد في بلاد الشام ومصر والمغرب العربي وقبرص وتركيا والقوقاز ومعظم مناطق أوروبا.

## مرادفات للاسم العلمي
- (باللاتينية: Medicago polymorpha var. minima L.)
- (باللاتينية: Medicago hirsuta (L.) All.)
- (باللاتينية: Medicago mollissima Roth)
- (باللاتينية: Medicago ononidea (Rouy) A. W. Hill)
- (باللاتينية: Medicago pulchella Lowe)
- (باللاتينية: Medicago recta (Desf.) Willd.)
- (باللاتينية: Medicago minima subsp. brevispina (Benth.) Ponert)
- (باللاتينية: Medicago minima subsp. ononidea Rouy)
- (باللاتينية: Medicago minima var. compacta Neyraut)
- (باللاتينية: Medicago minima var. longiseta DC.)